# Système à maison
Le système à maison, parfois également appelé « société à maisons » (« house society » en anglais) ou simplement « maison », est un concept utilisé en sciences sociales et principalement en anthropologie, pour désigner un type particulier de parenté et d’organisation de la vie en société où le lieu de résidence est considéré comme l’entité sociale fondamentale, une sorte de « personne morale » autour de laquelle se structurent les relations entre individus.
La notion de maison a été établie par Claude Lévi-Strauss au milieu des années 1970, sur la base comparative de travaux antérieurs en ethnologie (Franz Boas, Alfred Kroeber) et en histoire médiévale européenne (Karl Schmid (de), Georges Duby). Dans cette formalisation initiale, la maison est opposée en tant que « principe de résidence » aux diverses formes déjà connues d’organisation sociale fondées sur l’alliance et/ou la filiation.
Après Lévi-Strauss, la notion de maison a été reprise selon un grand nombre de points de vue et de définitions différentes par des auteurs appartenant à des champs universitaires variés (anthropologie, ethnologie, sociologie, histoire, archéologie), ce qui rend aujourd’hui complexe sa compréhension générale. En particulier, la maison lévi-straussienne a progressivement été assimilée (non sans controverses) au concept de famille souche, introduit par l’ingénieur Frédéric Le Play au milieu du XIXe siècle dans ses descriptions des sociétés rurales européennes et redécouvert dans les années 1960 par les historiens de la famille. Système à maison et famille souche apparaissent aujourd’hui comme deux formulations d’un même concept, le « principe de résidence », souvent opposé au « principe de parenté ».

## Historique et définitions
Découvert et formulé par Lévi-Strauss assez tardivement dans sa carrière, au milieu des années 1970, le concept de maison occupe une place importante dans sa démarche intellectuelle, en rupture avec les grandes théories anthropologiques de la parenté : celle de l’alliance qu’il avait défendue pendant l’essentiel de sa carrière, et celle de la filiation et de la descendance privilégiée par ses homologues anglo-saxons,. Il s’agissait pour lui de répondre à un problème concernant les sociétés cognatiques qu’il avait jusque-là laissées de côté. Pour l’historien Élie Haddad, 

« la « maison » s’inscrit […] dans l’évolution personnelle de Lévi-Strauss, son rapprochement avec l’histoire et sa prise en compte de l’axe de la descendance qu’il avait entièrement écarté au profit de l’alliance […]. La notion de « maison » met au cœur de son raisonnement la question de la transmission du patrimoine, matériel et symbolique, ouvrant la voie à un dépassement de l’analyse en termes de structures de la parenté. »

Levi-Strauss était particulièrement attaché à la côte de Colombie-Britannique et particulièrement aux peuples de la région de Vancouver, dont il avait découvert les masques durant ses années d’enseignement à New-York autour de la seconde guerre mondiale, et dont il avait ensuite étudié les mythes dans le cadre de sa tétralogie des Mythologiques. Il avait à cette occasion pris connaissance des difficultés rencontrées par l’anthropologue américain Franz Boas pour interpréter la parenté de certaines de ces tribus indiennes, notamment les Kwakiutl. Boas avait identifié chez eux des unités sociales qu’ils appelaient numaym, dirigées par une aristocratie et qui transmettaient de génération en génération des biens matériels et immatériels (titres, noms, fonctions religieuses) selon des modalités échappant à toutes les théories anthropologiques classiques comme l’alliance, la filiation matrilinéaire ou patrilinéaire.
En publiant en 1975 la première version de son livre La Voie des masques consacré à ces tribus, Lévi-Strauss mentionne ses interrogations sur leur système de parenté. Il va ensuite se pencher sur ces questions dans le cadre de ses cours au Collège de France. C’est dans le cadre de son séminaire de 1976 qu’il donne sa première définition de la maison, s’appuyant sur la description des Yurok de Californie et du numaym des Kwakiutl :

« personne morale détentrice d’un domaine qui se perpétue par la transmission de son nom, de sa fortune et de ses titres en ligne réelle ou fictive, tenue pour légitime à la seule condition que cette continuité puisse s’exprimer dans le langage de la parenté ou de l’alliance, et, le plus souvent, des deux ensemble. »

Cette définition est reprise en 1979 dans la deuxième édition de La Voie des masques, son domaine d’application étant alors précisé :

« personne morale détentrice d’un domaine composé à la fois de biens matériels et immatériels, qui se perpétue par la transmission de son nom, de sa fortune et de ses titres en ligne réelle ou fictive, tenue pour légitime à la seule condition que cette continuité puisse s’exprimer dans le langage de la parenté ou de l’alliance, et, le plus souvent, des deux ensemble. »

Lévi-Strauss ne modifiera plus cette définition par la suite. Il donne plusieurs cours au Collège de France sur le sujet, entre 1976 et 1982, année de sa retraite ; ces cours, consacrés à la description de la maison dans diverses régions d’Océanie et d’Afrique, font l’objet de la cinquième partie de son livre Paroles Données publié en 1984.
La publication la plus connue et la plus citée de Lévi-Strauss concernant la notion de maison est un article intitulé « Histoire et Ethnologie », présenté en juin 1983 à la Sorbonne pour la 5e Conférence Marc Bloch. Il y précise sa conception de la maison : 

« les historiens qui pour le monde européen se sont penchés sur ce type de formation sociale ont eux-mêmes souligné que la maison, distincte de la famille, ne coïncide pas non plus avec la lignée agnatique, qu'elle est même parfois dépourvue de base biologique et consiste plutôt en un héritage matériel et spirituel comprenant la dignité, les origines, la parenté, les noms et les symboles, la position, la puissance et la richesse. »

Lévi-Strauss revient publiquement une dernière fois sur le concept de maison en 1987 (il était alors âgé de 79 ans) dans un entretien accordé à Pierre Lamaison, anthropologue spécialiste du monde rural européen.
C’est surtout à partir de l’article « Histoire et Ethnologie » de 1983 que le concept de maison a été diffusé dans la communauté scientifique, et a commencé à intéresser un public large d’historiens, d’ethnologues et même d’archéologues, qui ont entrepris de réinterpréter leurs données à l’aide de ce concept. En France dès 1979, Cécile Barraud avait utilisé la notion de maison au sujet de ses recherches sur les Tanebar-Evav de l’île de Kei (Moluques).
Cependant la formulation de Lévi-Strauss n’a pas toujours été bien reçue par les anthropologues. Son projet comparatif audacieux a pu être considéré comme incompatible avec la catégorie de maison au sein de certaines sociétés, par exemple selon James Fox, dans les sociétés austronésiennes et notamment en Indonésie orientale où la maison désigne un groupe de filiation spécifique.

## Système à maison et famille souche
Le concept de famille souche a été forgé par Frédéric Le Play au XIXe siècle pour décrire un mode de dévolution préciputaire (c’est-à-dire à héritier unique) des biens, matériels et éventuellement non matériels, les enfants exclus de l’héritage étant dédommagés par différents moyens (par exemple la dot). On retrouve dans les descriptions de la famille souche, dès les monographies de Le Play dans les Pyrénées puis chez ses continuateurs, le principe fondamental du système à maison à savoir la permanence sur la longue durée de la résidence familiale, prioritaire sur toute autre considération dans la vie en société. D’autres caractéristiques de la famille souche sont souvent décrites (tendance à la concentration de plusieurs générations sous le même toit, droit d’aînesse souvent masculin, exclusion des cadets lors de leur mariage) mais elles varient largement d’une région ou d’une époque à l’autre et n’ont pas de caractère prioritaire dans la définition du système, dont la mission fondamentale reste la préservation trans-générationnelle de la maison et de ses attributs en tant qu’institution.
Chez les historiens de la famille utilisant le terme de famille souche, et malgré les tentatives de rapprochement au sein de l’anthropologie historique, l’influence de Lévi-Strauss semble demeurer limitée et encore actuellement coexistent autour du principe de résidence deux filiations intellectuelles distinctes : celle de Lévi-Strauss prédominant en ethnologie et archéologie des sociétés non-européennes (Océanie notamment), et celle de Le Play en histoire rurale européenne.
C’est par exemple la filiation leplaysienne qui domine très largement dans les travaux du Cambridge Group for the History of Population and Social Structure, dirigé par Peter Laslett (pourtant critique avec la catégorie de famille souche), et dans les travaux de l’historien français Emmanuel Todd (formé à Cambridge) sur les structures familiales.
Georges Augustins est un des historiens de la famille à fusionner le plus nettement les termes de maison et de famille souche. Il a repris et remodelé la classification des types familiaux de Le Play : la famille souche devient le « système à maison », la famille instable le « système à parentèle », et la famille patriarcale « système à lignage ». Dans son livre Comment se perpétuer publié en 1989 et devenu un des premiers ouvrages de référence dans le domaine, il décrit le système à maison en référence à Le Play et sans mentionner les travaux de Lévi-Strauss (qui n’apparaît pas dans la bibliographie).

## Aire géographique
La répartition géographique des systèmes à maison à travers le monde fait l’objet de nombreux débats et controverses, et son appréciation varie selon les champs universitaires et les filiations intellectuelles (assimilation ou non à la famille souche en particulier).
En dehors d’Europe, outre les peuples indiens de Colombie-Britannique de sa première description, des systèmes à maison ont été identifiés par Lévi-Strauss et par d’autres chercheurs chez nombre de populations d’Asie, d’Océanie et de Madagascar, et plus particulièrement en Polynésie (Tonga) et chez les populations d’origine dite austronésienne. Il existe un assez large consensus chez les historiens pour en reconnaître également dans une partie de l’Extrême Orient continental dont la Corée, et surtout au Japon où le « ie » est considéré comme une des « maisons » historiquement parmi les plus pures, les plus anciennes et les plus homogènes géographiquement. Enfin, des formes de système à maison seraient apparues au XIXe siècle au Québec.
En France, le système à maison pyrénéen a été l’un des plus étudiés, depuis les premières analyses de Le Play au XIXe siècle, et reste considéré comme l’un des plus purs et des plus rémanents dans le monde. Les historiens ont aussi identifié de tels systèmes, souvent moins purs, dans un grand quart sud-ouest et dans une moindre mesure le sud-est de la France, l’entité « maison » pouvant prendre des noms locaux variés : etxe au Pays basque, maysou ou domus en pays gascon, oustal dans le Rouergue et la Lozère, casa en Provence.
Dans le reste de l’Europe, Frédéric Le Play avait déjà identifié un principe de résidence (famille souche) en Allemagne, ce qui a été confirmé au vingtième siècle dans une aire germanique et scandinave plus large. De nombreuses monographies, ou des études à l’échelle continentales (G.Augustins, E.Todd) retiennent également des systèmes à maison dans l’Arc Alpin (Suisse, Italie du Nord, Autriche, Slovénie), en Irlande depuis le XIXe siècle, dans le tiers nord de l’Espagne, dans certaines régions du Portugal.

## Types d'approches et débats
On retrouve concernant l’approche de la notion de maison et du principe de résidence en général, le débat méthodologique commun à toutes les sciences humaines et sociales sur la meilleure échelle de temps à observer, opposant la prise en compte des tendances de fond déterminant l’histoire sur la longue durée (approche totalisante), à celle des phénomènes de plus court terme pris dans une dimension plus synchronique (approche événementielle). Ces débats rejoignent les classiques oppositions philosophiques entre structure et conjoncture (ou structure et événement présent), entre déterminisme (long terme) et aléa (court terme), ainsi qu’entre diachronie (analyse longitudinale) et synchronie (conjonction de phénomènes agissant à un moment donné).
Les controverses sur le concept de maison suivent depuis son apparition les grandes évolutions historiques de cet équilibre entre histoire totale et événementielle, décrites par l’historien des idées François Dosse. La recherche de grandes tendances structurelles et de l’analyse sur le long terme s’est imposée, dans la lignée du positivisme, à la fin du XIXe siècle au sein des sciences sociales naissantes, et jusqu’aux années 1960 : sociologie (Durkheim, Mauss et le « fait social total »), histoire (École des Annales à partir des années 1930 avec Marc Bloch et Lucien Febvre), linguistique (Saussure, Jakobson), puis anthropologie (Lévi-Strauss). Progressivement dans les années 1960 la recherche de structure a cédé le pas au retour du subjectivisme, à un resserrement de la focale autour de l’événement ponctuel, de l’histoire individuelle.

### Approche structurale
Appuyée sur des lectures historiques et sur des enquêtes monographiques prolongées et d’une grande précision, réalisées en différents points de l’Europe et à plusieurs reprises sur une période de vingt ans (de 1856 à 1874), la conception des types familiaux chez Frédéric le Play relève déjà, bien avant la formalisation de la méthode en anthropologie par Lévi-Strauss, d’une approche fondamentalement structurale, c’est-à-dire transcendant le temps et l’espace : selon lui, la famille dans les sociétés humaines peut se structurer seulement selon un petit nombre de configurations (Le Play en identifie trois), qui déterminent les caractères spécifiques et l’histoire de ces sociétés :

« […] l’histoire des trois régimes sous lesquels la famille s’est constituée, de tout temps, chez toutes les races d’hommes » (p.XXII)  […] « Le régime de la famille imprime aux populations leur caractère distinctif et crée ainsi leur destinée. La famille patriarcale entretient l’esprit de tradition et de communauté. La famille instable développe l’esprit de nouveauté et d’individualisme. Quant à la famille souche, elle conjure les exagérations et réunit les avantages de ces deux tendances opposées (p. 11). »

On retrouve encore cette approche structurale des types familiaux et de la maison chez quelques historiens dans les années 1960 et 1970, notamment dans les travaux de Jean Yver dans son Essai de géographie coutumière sur les « systèmes de pensées » en France au travers des modes de dévolution. Ce paradigme globalisant tend cependant à s’effacer progressivement dans les années 1980 et 1990 ; le livre de Georges Augustins Comment se perpétuer sera en 1989 un des derniers à défendre l’idée holiste de systèmes familiaux (la tendance résidentielle opposée à la tendance parentale) comme « entités sociologiques perpétuées » dans le temps, comme « conception de la vie sociale ».
À travers ses livres La Troisième Planète (1983), L’enfance du Monde (1984), L’Invention de l’Europe (1990) et Le Destin des Immigrés (1994), Emmanuel Todd apparaît comme l’un des derniers à défendre une approche fortement structurale (au sens lévi-straussien de l'anthropologie structurale), approche qu’il étend très largement et de façon innovante des systèmes familiaux vers les grandes évolutions idéologiques, politiques et religieuses sur les derniers siècles :

« Les régions qui ont résisté à la déchristianisation révolutionnaire et à la Révolution en général étaient des régions où l'on trouvait la famille souche, c'est-à-dire où les structures familiales étaient, même en milieu populaire, de type aristocratique, avec désignation d'un aîné et inégalité des enfants. Si l'on sent la profondeur de cet ancrage anthropologique, on n'est pas complètement désarmé pour expliquer la persistance de ces structures mentales fondamentales au-delà des effondrements communiste, catholique et gaulliste. Cependant, […] le système familial n'est que le cœur de quelque chose de plus vaste que l'on peut appeler système anthropologique. La reproduction des valeurs fondamentales n'est sans doute pas réalisée seulement par la famille mais, sur un territoire donné, par l'ensemble des relations entre enfants et adultes, incluant celles établies par l'école et par le voisinage. Il y a en chaque lieu, un style des relations humaines. »

Emmanuel Todd a été très peu suivi sur ce terrain par les chercheurs en sciences sociales. Dans sa préface de La Diversité du Monde, livre qui en 1999 réunit ses deux premiers ouvrages sur le sujet (La Troisième Planète et L’enfance du Monde), il reconnaît les critiques virulentes auxquelles il a été confronté de la part des anthropologues et des historiens concernant son modèle structural fortement déterministe. Sans renier encore ce dernier, il amorce cependant déjà un virage diffusionniste et évolutionniste, faisant de la famille nucléaire le système le plus ancien, et des formes souche puis communautaire des innovations ultérieures, d’où la répartition centrale de cette dernière et périphérique des deux premières :

« La deuxième erreur contenue dans la Troisième Planète, franche et massive, concerne l’origine de ces structures familiales si diverses et contradictoires. Non content d’avoir expliqué l’idéologie par la famille, déterminisme malicieux dans le contexte politique de l’époque, j’avais en prime voulu poser cette détermination sur une flaque d’huile, en affirmant le caractère aléatoire de la distribution géographique des types familiaux […]. L’hypothèse d’une diffusion de la famille communautaire à partir d’une innovation centrale aboutit au contraire à définir les types nucléaires comme primitifs. »

Cette évolution diffusionniste va se confirmer nettement dans les ouvrages ultérieurs d'Emmanuel Todd. A l'occasion de la parution de son livre L'origine des systèmes familiaux fin 2011, il est revenu à plusieurs reprises lors d'entretiens dans la presse sur son parcours méthodologique:

« Au départ, je me suis rangé comme tout un chacun sous la bannière du structuralisme cher à mon lointain cousin Levi-Strauss. Cette doctrine conçoit chaque société comme une structure dont tous les éléments – famille, religion, politique... – sont imbriqués dans un ensemble stable et cohérent. Mais au fil de mes travaux, j’ai observé que les systèmes familiaux sont mouvants, susceptibles de se transformer dans l’espace et le temps. Je me suis appliqué à retracer leurs phases d’expansion et de régression. [...] Par cette méthode « diffusionniste », j’ai pu détailler l’évolution de la famille dans les grandes régions de la planète, du Japon à l’Europe, en lien avec les aléas historiques. »

### Approche spatiale
À travers la notion de maison, Lévi-Strauss cherchait à établir un modèle théorique de relations de parenté dans la perspective structurale qui était la sienne, c’est-à-dire en tant que production collective volontiers inconsciente d’un tissu de relations humaines, quels que soient le point de vue subjectif des individus concernés, et sans s’intéresser à la maison en tant que structure spatiale.
Pierre Bourdieu avait en revanche commencé à aborder en sociologie la perception symbolique architecturale de la maison par ses occupants au début des années 1970, dans une étude pionnière sur la maison kabyle. Il y examinait la résidence en tant qu’entité physique sous l’angle de systèmes d’oppositions du point de vue des acteurs, dans une dimension sexuée en particulier.
C’est dans les années 1990 que des chercheurs, sous l’impulsion de Janet Carsten et Stephen Hugh-Jones, ont commencé à appréhender le concept de maison du point de vue des individus concernés et indépendamment de la classification unilinéaire ou non de leur groupe social, c’est-à-dire privilégiant le symbolisme architectural de l’édifice, au détriment de la généalogie considérée comme beaucoup plus éloignée des préoccupations conscientes. L’anthropologue Klaus Hamberger s’est lui aussi intéressé à la construction de l’espace social à travers la maison dans des sociétés du Timor, d’Amazonie occidentale et d’Amérique du Nord.

### Approches descriptives et empiriques
Progressivement dans les années 1970, des historiens ou ethnologues commencent à critiquer l’approche structurale leplaysienne, puis dans les années 1980 la conception lévi-straussienne de la maison comme excessivement essentialisante. C’est parfois jusqu’à l’utilité même du concept de maison qui est remise en question, en faisant valoir la polysémie du terme, l’absence de contours clairement établis du concept et le danger à classer des sociétés dans une catégorie aussi vaste et mal définie.
Les conclusions structuralistes de Peter Laslett et de l’école de Cambridge à la fin des années 1960 au sujet des systèmes familiaux dans l’Angleterre pré-industrielle, sur la base de recensements administratifs ou paroissiaux, ont été vivement critiquées par l’historien américain Lutz K.Berkner qui leur préfère une vision historiquement dynamique des liens familiaux. Selon Berkner, la constatation de tel type familial (foyer étendu ou famille nucléaire par exemple) ne dit rien sur d’éventuelles règles fondamentales observées dans la société et relève d’une conjoncture particulière de contraintes économiques, démographiques, administratives ou religieuses auxquelles les populations s’adaptent consciemment.
Depuis, les travaux sur le système à maison (ou la famille-souche), notamment en Europe, ont eu tendance à se recentrer sur une dimension monographique, c’est-à-dire sur des études de terrain approfondies à la fois dans une dimension synchronique (transversale) et diachronique (historique) tout en restant très locales, laissant de côté la construction de modèles théoriques et la recherche de grandes tendances trans-historiques. Ainsi l’historien de la famille alpine Dionigi Albera se démarque de la tradition historique qu’il considère comme une essentialisation de la maison en tant que personnage à part entière, et une extension abusive à un trop grand nombre de contextes différents d’une vision réactionnaire et autoritaire de la maison rurale pyrénéenne ou germanique transmise à un héritier unique. L’historien Elie Haddad en 2014 note également le glissement sémantique du terme de maison depuis l’approche structurale lévi-straussienne, lui reconnaissant « une valeur heuristique mais à condition de ne pas croire que, par son usage, l’historien décrit une essence sociale ou la nature de la société nobiliaire ».
Le champ de la science politique demeure lui aussi dans une approche essentiellement descriptive, privilégiant les décisions conscientes et la liberté des acteurs, et donc très critique vis-à-vis de la démarche structurale et les corrélations historico-géographiques d’André Siegfried au début du XXe siècle, et plus récemment d’Emmanuel Todd.

#### Notions
- Famille, Clan, Tribu, Ethnie, Peuple, Nation, État
- Société lignagère, Société segmentaire